# 特里克维尔
特里克维尔（法語：Triqueville，法語發音：[tʁikvil]）是法国厄尔省的一个市镇，属于贝尔奈区。该市镇总面积9.48平方公里，2009年时的人口为308人。

## 人口
特里克维尔人口变化图示